# Michel Rolland
Michel Rolland (Libourne, 24 december 1947) is een Franse oenoloog/wijnconsulent. Verspreid over de wereld heeft hij meer dan honderd bekende grote(re) wijngoederen als klant. Hij bezit zelf ook wijngoederen.

## Loopbaan

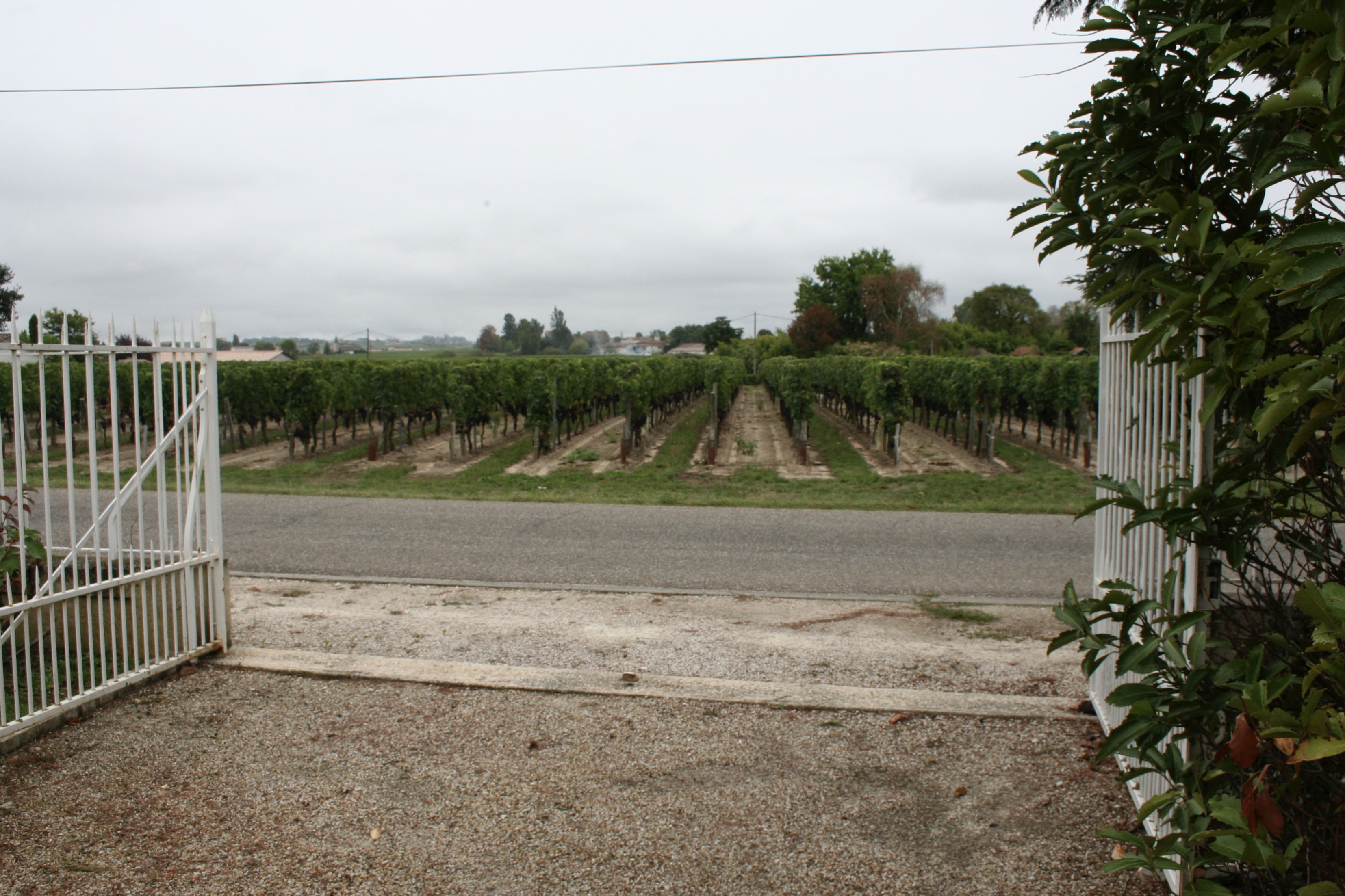
Wijngaard van Château Le Bon Pasteur.

Rolland komt uit een wijnmakersfamilie en werd grootgebracht op het familie-chateau "Le Bon Pasteur" in de Pomerol.
Onder aanmoediging van zijn vader schreef hij zich in aan de Tour Blanche wijnbouw- en oenologieschool in de stad Bordeaux.
Omdat hij uitblonk in zijn studies werd hij als een van de vijf studenten door directeur Jean-Pierre Navarre uitgekozen om de kwaliteit van hun programma te vergelijken met die van het prestigieuze Bordeaux Oenology Institute. Bij dat instituut schreef hij zich later in.
Hier ontmoette hij collega-oenologe en later vrouw Dany Rolland. Zij studeerden daar samen in de klas van 1972 af.
Aan dit instituut werd hij verder opgeleid door vooraanstaande oenologen als Pierre Sudraud, Pascal Ribéreau-Gayon, Jean Ribéreau-Gayon en Émile Peynaud. Rolland heeft gezegd dat deze een grote invloed op hem hadden en beschouwt hen als de "vaders van de moderne oenologie".

## Commercie
In 1973 kochten Rolland en zijn vrouw zich in bij een wijnonderzoekslaboratorium in de stad Libourne. Ze namen deze in 1976 volledig over en breidden het uit met proeflokalen. Per 2006 had het laboratorium van Rolland acht fulltime laboranten in dienst, die elk jaar de monsters van bijna 800 wijndomeinen in Frankrijk analyseerden. Zijn twee dochters Stéphanie en Marie zijn ook werkzaam in het bedrijf.
De eerste klanten waren de in Bordeau's gevestigde Châteaux Troplong Mondot, Angélus en Beau-Séjour Bécot.
Hun eerste tegenslag was het verliezen van de twee Saint-Émilion wijngoederen Château Canon en Château La Gaffelière. Dit als gevolg van een wijnstijlconflict.
Volgens Rolland zelf zette dit verlies hem weer met de beide benen op de grond. Twintig jaar later huurden de twee chateau's hem weer in als adviseur.
Voor zijn expertise ontvangt Rolland jaarlijks vergoedingen vanaf $30.000,00 (2006).

## Eigen bezit en belangen

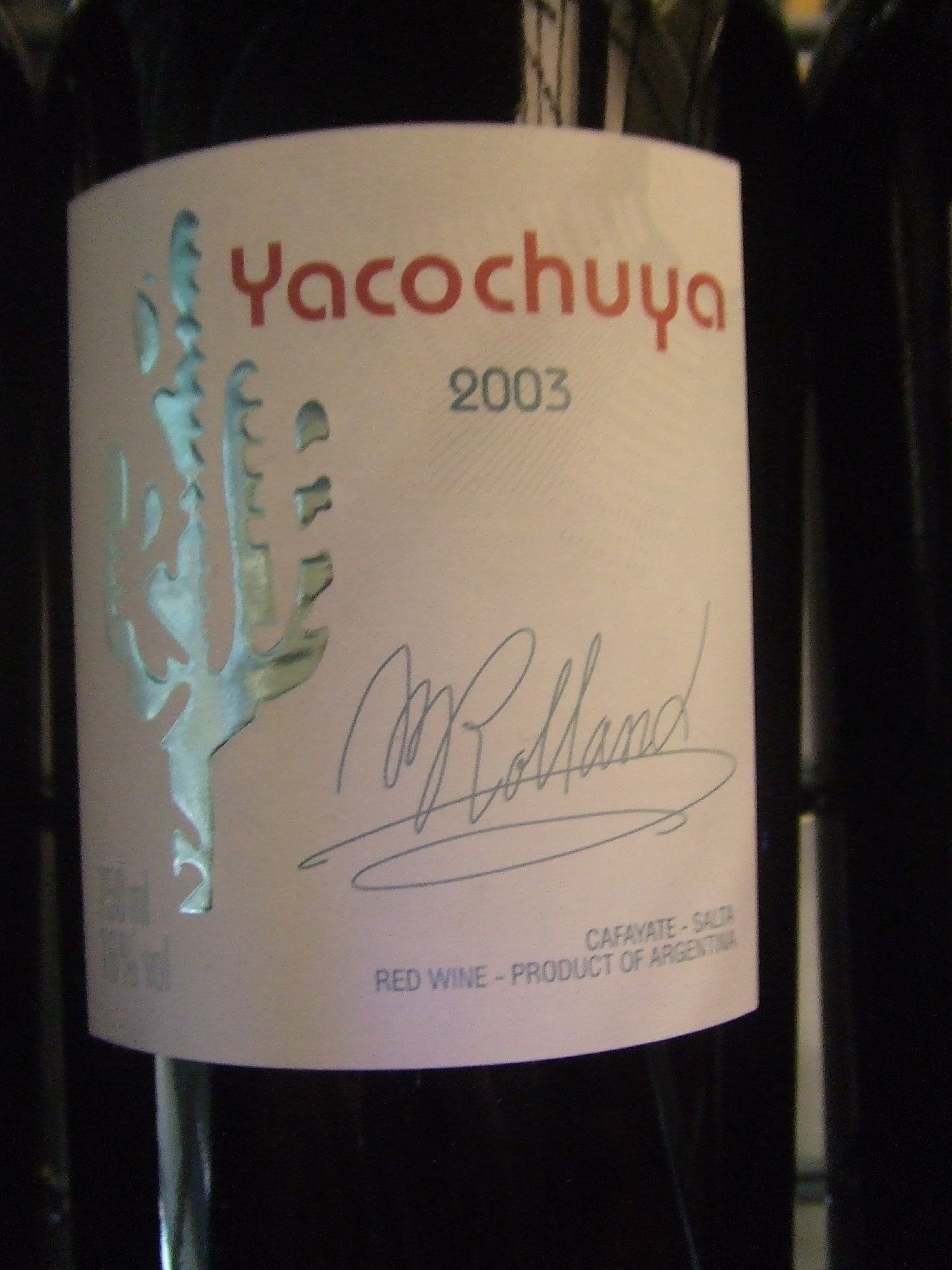
Handtekening op een wijnetiket van Yacochuya.

Rolland bezit zelf ook wijngoederen in de Bordeaux:
- Château Bertineau Saint-Vincent in Lalande de Pomerol
- Château Rolland-Maillet in Saint-Émilion
- Château Fontenil in Fronsac
- Château La Grande Clotte in Lussac-Saint-Émilion

Voorts heeft hij samen met zijn vrouw Danny een joint venture met een tiental wijnmakerijen in de Pomerol, Spanje, Zuid-Afrika en Argentinië. Buiten Frankrijk zijn dit:
- Bonne Nouvelle in Zuid-Afrika
- Val de Flores in Argentinië,
- Rolland Galarreta in Spanje
- San Pedro Yacochuya Argentinië
- Clos de los Siete in Argentinië.

## Dienstverlening
Bekende wijngoederen/chateau's waar Rolland zijn diensten onder andere aan verleent:
- Château Angélus, St-Emilion Grand Cru
- Château Ausone, St-Emilion Grand Cru
- Clos l'Eglise, Pomerol
- Château l'Evangile, Pomerol
- Château Kirwan, Margaux
- Château Léoville-Poyferré, St-Julien
- Château Pape Clément, Pessac-Léognan
- Château Phélan-Ségur, St-Estèphe
- Chateau la Tulipe de la Garde van Ilja Gort.

Sinds midden jaren '80 is hij ook actief op een aantal Amerikaanse wijngoederen in de Napa Valley, Californië.
Begin 21e eeuw staat Rolland ook wijngoederen bij in Bulgarije, Griekenland, Brazilië en India. Waaronder de Grover Vineyards in de Nandi Hills. Ook in China is Rolland zich aan het oriënteren.
Niet actief is hij in Australië en Nieuw-Zeeland.

## Kritiek
In de documentaire-film Mondovino (2004) speelt hij een prominente rol. Hierin wordt Rolland bekritiseerd omdat hij wijn zou globaliseren door diversiteit naar een (internationale) standaard te brengen. Daarbij richtend op eenzelfde type fruitige wijnen met eikenhouten tonen. Een stijl die wordt gedeeld met wijnschrijver en -criticus Robert Parker.
In de documentaire adviseert hij meerdere keren dat zijn klanten hun wijnen zouden moeten micro-oxygeneren. Dit is een techniek om harde tannines zachter en ronder te maken.
Na de film zegt Rolland dat zijn beweringen en houding door filmmaker Jonathan Nossiter zijn gemanipuleerd. Hij geeft daarbij aan: "Een wijnmaker kan nooit het karakter van een wijn veranderen, omdat het karakter in de druiven zit." en "We standaardiseren niet, maar maken gewoon goede wijnen."